# Dávod
Dávod este un sat în districtul Baja, județul Bács-Kiskun, Ungaria, având o populație de 2.069 de locuitori (2011). 

## Demografie
Componența etnică a satului Dávod
     Maghiari (95,39%)
     Germani (1,71%)
     Romi (1,66%)
     Alții (1,24%)
Componența confesională a satului Dávod
     Romano-catolici (62,83%)
     Fără religie (6,43%)
     Reformați (1,21%)
     Necunoscută (28,9%)
     Alte religii (1,98%)
Conform recensământului din 2011, satul Dávod avea 2.069 de locuitori. Din punct de vedere etnic, majoritatea locuitorilor (95,39%) erau maghiari, existând și minorități de germani (1,71%) și romi (1,66%).  Din punct de vedere confesional, majoritatea locuitorilor (62,83%) erau romano-catolici, existând și minorități de persoane fără religie (6,43%) și reformați (1,21%). Pentru 28,9% din locuitori nu este cunoscută apartenența confesională.